# Réintégrationnisme
Le réintégrationnisme est un courant linguistique, culturel et social qui postule que le galicien et le portugais font partie du même diasystème linguistique, connu traditionnellement comme diasystème galaïco-portugais ou galégo-portugais. Ce diasystème possède actuellement deux normes, celle du Portugal et des pays africains de langue officielle portugaise (PALOP), et celle du Brésil, normes auxquelles il faudrait ajouter la norme galicienne.
Le réintégrationnisme n'est qu'une des deux options de normalisation linguistique existant aujourd'hui au sein de la société galicienne. L'autre position, à laquelle on se réfère habituellement comme isolationnisme ou autonomisme, considère que le galicien et le portugais sont deux langues avec une origine commune qui ont suivi des chemins différents depuis le Moyen Âge.
Les principaux défenseurs du réintégrationnisme sont l'Associaçom Galega da Língua (AGAL), le Movimento de Defesa da Língua (MDL), la Associação de Amizade Galiza-Portugal (AAG-P), les Irmandades da Fala da Galiza e Portugal (IFG-P), la Associação Sócio-Pedagógica Galaico-Portuguesa (AS-PGP), l'Academia Galega da Língua Portuguesa, fondée en 2008, et plusieurs associations civiques et locales.
Ces associations s'opposent aux normes officielles actuelles du galicien, approuvées par la Real Academia Galega en 2003, puisqu'ils considèrent que cette norme n'est pas adéquate à la réalité linguistique, qu'elle consacre et institutionnalise l'espagnolisation/castillanisation intensive à laquelle le galicien a été soumis pendant des siècles. À l'inverse, l'inclusion dans le diasystème du portugais permettrait, à leur avis, de se prémunir des risques centripètes impulsés par l'État espagnol et d'atteindre le développement indépendant du galicien dans un espace qui lui est propre, la lusophonie.

## Histoire de la dénomination du galicien
À la suite de la conquête romaine, le latin est diffusé comme langue véhiculaire entre les divers peuples de la Péninsule ibérique. Le latin vulgaire qui se développe dans le nord-ouest, dans la province de la Gallaecia, va donner naissance à une nouvelle langue au cours du Moyen Âge. Cette langue, attestée depuis le VIIIe siècle, reçoit aujourd'hui le nom de « galaïco-portugais ». En effet, elle a été langue commune et langue de culture sur le territoire de la Péninsule qui correspond, grosso modo, à l'ensemble de la Galice et du Nord du Portugal, jusqu'au XVe siècle.
Le nom du territoire, comme dans d'autres cas, a servi à dénommer le nom de la langue parlée : ainsi, la dénomination « gallaeco » apparaît au XIe siècle et celle de « galego » au XIIIe siècle. La dénomination « portugaise » de la langue apparaît plus tard, suit à l'indépendance des comtés du sud du fleuve Minho du Royaume de Galice en 1139. Le terme dérive du nom de la Ville de Portus Cale, actuellement dénommée Porto.
L'émergence du Royaume de Portugal et l'incorporation du Royaume de la Galice à la Couronne de Castille seront les deux événements les plus déterminants pour le futur de la langue. D'un côté, le Royaume du Portugal s'étend vers le Sud de la Péninsule, vers l'Afrique, l'Amérique et l'Asie, faisant donc du portugais la langue officielle, codifiée et prestigieuse. À l'inverse, au Nord du Minho, la Galice perd tout poids économique et politique, et la langue est reléguée à des usages restreints, limitée au langage orale et populaire, sans codification, ni littérature écrite et sans traductions au cours de quatre siècles suivants. Pendant ce temps, le castillan commence à remplacer le galicien dans les sphères les plus hautes de la société, et celui-ci commence à perdre des locuteurs, devenant de plus en plus castillanisé.

## Contexte historique
À la suite des classifications élaborées par les romanistes entre le XVIIIe  et le  XIXe siècle, le galicien est considéré comme l'un des dialectes du portugais. Ce n'est qu'à partir des années 1970 qu'on commence à réclamer le statut de langue différenciée pour le galicien, dans le contexte de la Transition espagnole après la mort du dictateur Francisco Franco. La riche tradition littéraire du galicien au Moyen Âge disparaît, mais à partir du XIXe siècle divers auteurs commencent à réutiliser cette langue pour leurs œuvres. À partir des années 1980, avec l'officialisation du galicien et son introduction généralisée dans l'enseignement, la nécessité d'élaborer une norme standard est évidente, étant donné que, en raison de l'absence d'une telle norme, chaque écrivain suit alors sa propre norme, dans une anarchie orthographique absolue.
Émergent essentiellement deux positions lors de l'élection d'un modèle de codification : soit codifier le galicien en se basant sur le standard du portugais continental et admettre une appartenance au diasystème galégo-portugais, soit baser le standard sur les variétés orales traditionnelles et sur la tradition écrite des XIXe et XXe siècles. Finalement, l'option choisie est cette dernière, mais le débat sur la codification du galicien et sa place dans le monde est loin d'avoir atteint un consensus, que ce soit sur les plans social ou académique.

## Réintégrationnisme
Le réintégrationnisme, comme mouvement social, linguistique et culturel, est principalement représenté par l'Associaçom Galega da Língua, AGAL, fondée en 1981 pour défendre la reconnaissance du galicien comme appartenant au même système linguistique que le portugais, dans le contexte du débat sur la codification du galicien à la suite de l'avènement de la démocratie en Espagne.
D'un point de vue linguistique, le modèle proposé par l'AGAL défend un retour à ce qu'ils considèrent comme étant la graphie historique-étymologique du galicien, visant à l'épurer des castillanismes qui ont pénétré le galicien pendant des siècles. Le réintégrationnisme ne prône pas une adoption totale des normes du portugais contemporain, mais bien un rapprochement prenant en considération certains aspects caractéristiques des variétés traditionnelles du galicien : des mots qui constituent des archaïsmes au Portugal, prononciation, etc.
D'un point de vue fonctionnel, le réintégrationnisme vise à ce que les Galiciens réinterprètent l'image qu'ils ont de leur langue, le mythe que le galicien est une langue régionale et rustique sans aucun type d'importance au niveau international. En fait, une codification du galicien proche à celle du portugais pourrait aider les Galiciens à se sentir parler une langue partagée par 240 millions de personnes dans le monde. En outre, pour les réintégrationnistes, en adoptant une norme orthographique plus proche de celle du portugais, et en empruntant à cette langue en fonction de ses nécessités (vocabulaire scientifique, technique, legal, etc.), le galicien aurait moins tendance à se castillaniser et cela pallierait les carences du galicien dans divers domaines stratégiques pour la survie de la langue (médias, la justice, entreprise, etc.), qui sont majoritairement occupés par le castillan.
D'un point de vue culturel et identitaire, selon les réintegrationnistes, le castillan est plus proche pour la plupart des locuteurs que les variétés portugaise ou brésilienne. Les citoyens de la Galice sont entourés par des productions culturelles en langue espagnole et n'ont presque aucune connaissance sur celles du Portugal, du Brésil ou de l'Angola (traductions littéraires, cinéma, logiciels informatiques, etc.). Dans ce cas où le castillan est omniprésent et le portugais presque absolument absent, l'inertie amène les locuteurs de galicien à recourir à l'espagnol. Une langue et une culture galiciennes reconnues comme parties du diasystème galégo-portugais, d'après eux, atteindrait plus de diffusion et s verrait renforcée, de même que l'identité de la langue comme étant indépendante du castillan.

### Exemples[10]
|                         |                          | Isolationnisme: Real Academia Galega                          | Réintégrationnisme: AGAL                                          | Portugais                                                        | Français                                                               |
| ----------------------- | ------------------------ | ------------------------------------------------------------- | ----------------------------------------------------------------- | ---------------------------------------------------------------- | ---------------------------------------------------------------------- |
| Conception de la langue | Conception de la langue  | Galicien : langue régionale                                   | Galicien : dialecte du galégo-portugais                           | Portugais : seule langue de la lusophonie                        |                                                                        |
| Orthographe             | Graphèmes                | alleo, mañá, praza, luces, haber, xente, xaneiro, paseo, unha | alheio, manhá, praça, luzes, haver, gente, janeiro, passeio, umha | alheio, manhã, praça, luzes, haver, gente, janeiro, passeio, uma | d'autrui, matin, place, lumières, avoir, gens, janvier, promenade, une |
| Orthographe             | Accents                  | cambio                                                        | cámbio                                                            | câmbio                                                           | changement                                                             |
| Orthographe             | Trait d'union            | pódese facer                                                  | pode-se fazer                                                     | pode-se fazer                                                    | Cela peut se faire                                                     |
| Morphologie             | Suffixes et terminaisons | amable, amábel librería, libraría nación espazo               | amável livraria naçom espaço                                      | amável livraria nação espaço                                     | aimable librairie nation espace                                        |